# Fulin, Guangdong
Fulin (kinesiska: 富林) är en köping i sydöstra Kina. Den ligger i stadsdistriktet Yun'an i staden Yunfu i provinsen Guangdong, omkring 150 kilometer väster om provinshuvudstaden Guangzhou. Antalet invånare är 46 822. Befolkningen består av 23 185 kvinnor och 23 637 män. Barn under 15 år utgör 26,0 %, vuxna 15-64 år 65 %, och äldre över 65 år 7,0 %.